# Campeonato Mineiro de Futebol de 2025 - Módulo II
O Campeonato Mineiro de Futebol de 2025 - Módulo II foi a 31ª edição do Módulo II do Campeonato Mineiro de Futebol, organizado pela Federação Mineira de Futebol.
O campeonato equivale ao segundo nível na pirâmide do Futebol Mineiro, dando acesso à elite estadual para os dois times melhores colocados ao fim do campeonato. A competição está prevista para começar em 3 de maio e terminar em 2 de agosto.

## Equipes participantes[2]
| Equipe                             | Cidade          | Em 2024              | Estádio            | Capacidade | Títulos            |
| ---------------------------------- | --------------- | -------------------- | ------------------ | ---------- | ------------------ |
| Associação Atlética Caldense       | Poços de Caldas | 9º                   | Ronaldão           | 7.600      | 0 (não possui)     |
| Democrata Futebol Clube            | Sete Lagoas     | 8º                   | Arena do Jacaré    | 19.998     | 2 (último em 2022) |
| Guarani Esporte Clube              | Divinópolis     | 1º (Segunda Divisão) | Farião             | 4.181      | 4 (último em 2018) |
| Ipatinga Futebol Clube             | Ipatinga        | 11º (Módulo I)       | Ipatingão          | 22.500     | 0 (não possui)     |
| Esporte Clube Mamoré               | Patos de Minas  | 5º                   | Arena Kickball     | 10.252     | 3 (último em 2014) |
| Nacional Atlético Clube            | Muriaé          | 7º                   | Soares de Azevedo  | 15.000     | 1 (em 1969)        |
| North Esporte Clube                | Montes Claros   | 4º                   | José Maria de Melo | 5.000      | 0 (não possui)     |
| Clube Atlético Patrocinense        | Patrocínio      | 12º (Módulo I)       | Pedro Alves        | 10.250     | 1 (em 2014)        |
| Uberaba Sport Club                 | Uberaba         | 2º (Segunda Divisão) | Uberabão           | 15.306     | 1 (em 2003)        |
| União Recreativa dos Trabalhadores | Patos de Minas  | 3º                   | Zamão              | 5.000      | 1 (em 2013)        |
| Valeriodoce Esporte Clube          | Itabira         | 6º                   | Israel Pinheiro    | 5.000      | 1 (em 1964)        |
| Varginha Esporte Clube             | Varginha        | 10º                  | Melão              | 15.471     | 0 (não possui)     |

## Primeira fase

### Grupo A
| Pos | Equipe       | Pts | J  | V | E | D | GP | GC | SG | Classificação ou descenso           |     | PAT | URT | MAM | UBA | CAL | VEC |
| --- | ------------ | --- | -- | - | - | - | -- | -- | -- | ----------------------------------- | --- | --- | --- | --- | --- | --- | --- |
| 1   | Patrocinense | 17  | 10 | 5 | 2 | 3 | 7  | 6  | +1 | Classificados para a Segunda Fase   |     | —   | 2–1 | 0–1 | 2–0 | 0–2 | 0–2 |
| 2   | URT          | 16  | 10 | 4 | 4 | 2 | 11 | 8  | +3 | Classificados para a Segunda Fase   |     | 0–0 | —   | 1–0 | 1–1 | 2–0 | 1–2 |
| 3   | Mamoré       | 13  | 10 | 3 | 4 | 3 | 11 | 11 | 0  | Classificados para a Segunda Fase   |     | 0–1 | 1–1 | —   | 0–2 | 2–2 | 1–1 |
| 4   | Uberaba      | 11  | 10 | 2 | 5 | 3 | 11 | 11 | 0  |                                     |     | 0–1 | 2–2 | 3–0 | —   | 3–1 | 0–0 |
| 5   | Caldense     | 11  | 10 | 2 | 5 | 3 | 9  | 10 | −1 |                                     | 0–0 | 0–1 | 1–1 | 0–0 | —   | 2–0 |     |
| 6   | Varginha     | 10  | 10 | 2 | 4 | 4 | 9  | 12 | −3 | Rebaixado à Segunda Divisão de 2026 |     | 0–1 | 0–1 | 1–3 | 2–2 | 1–1 | —   |

### Grupo B
| Pos | Equipe             | Pts | J  | V | E | D | GP | GC | SG | Classificação ou descenso           |     | IPA | NOR | DSL | VAL | GUA | NAC |
| --- | ------------------ | --- | -- | - | - | - | -- | -- | -- | ----------------------------------- | --- | --- | --- | --- | --- | --- | --- |
| 1   | Ipatinga           | 17  | 10 | 5 | 2 | 3 | 11 | 10 | +1 | Classificados para a Segunda Fase   |     | —   | 2–0 | 1–0 | 1–0 | 0–2 | 0–0 |
| 2   | North              | 16  | 10 | 4 | 4 | 2 | 17 | 12 | +5 | Classificados para a Segunda Fase   |     | 2–3 | —   | 2–2 | 0–0 | 2–1 | 4–3 |
| 3   | Democrata-SL       | 13  | 10 | 3 | 4 | 3 | 9  | 8  | +1 | Classificados para a Segunda Fase   |     | 2–0 | 1–1 | —   | 0–1 | 1–1 | 1–0 |
| 4   | Valeriodoce        | 13  | 10 | 3 | 4 | 3 | 12 | 12 | 0  |                                     |     | 2–3 | 1–1 | 1–2 | —   | 1–1 | 2–2 |
| 5   | Guarani-MG         | 12  | 10 | 3 | 3 | 4 | 9  | 10 | −1 |                                     | 1–0 | 0–2 | 0–0 | 1–2 | —   | 2–0 |     |
| 6   | Nacional de Muriaé | 9   | 10 | 2 | 3 | 5 | 10 | 16 | −6 | Rebaixado à Segunda Divisão de 2026 |     | 1–1 | 0–3 | 1–0 | 1–2 | 2–1 | —   |

## Segunda fase

### Grupo C
| Pos | Equipe   | Pts | J | V | E | D | GP | GC | SG | Promovido                                 |     | URT        | IPA | MAM |
| --- | -------- | --- | - | - | - | - | -- | -- | -- | ----------------------------------------- | --- | ---------- | --- | --- |
| 1   | URT      | 9   | 3 | 3 | 0 | 0 | 3  | 0  | +3 | Finalista e promovido ao Módulo I de 2026 |     | —          | 1–0 | 1–0 |
| 2   | Ipatinga | 4   | 3 | 1 | 1 | 1 | 1  | 1  | 0  |                                           |     | [ nota 1 ] | —   | 1–0 |
| 3   | Mamoré   | 1   | 4 | 0 | 1 | 3 | 0  | 3  | −3 |                                           | 0–1 | 0–0        | —   |     |

### Grupo D
| Pos | Equipe       | Pts | J | V | E | D | GP | GC | SG | Promovido                                 |     | NOR | DSL | PAT |
| --- | ------------ | --- | - | - | - | - | -- | -- | -- | ----------------------------------------- | --- | --- | --- | --- |
| 1   | North        | 8   | 4 | 2 | 2 | 0 | 3  | 1  | +2 | Finalista e promovido ao Módulo I de 2026 |     | —   | 0–0 | 2–1 |
| 2   | Democrata-SL | 6   | 4 | 1 | 3 | 0 | 2  | 1  | +1 |                                           |     | 0–0 | —   | 0–1 |
| 3   | Patrocinense | 1   | 4 | 0 | 1 | 3 | 2  | 5  | −3 |                                           | 0–1 | 1–1 | —   |     |

## Final
Jogo de ida
| 3 de agosto de 2025 | URT | 0 – 0          | North | Arena DB, Patos de Minas         |
| 18:30               |     | Súmula Borderô |       | Público: 4 648 Renda: 179 375,00 |

Jogo de volta
| 9 de agosto de 2025 | North | 1 – 0 | URT | Arena Credinor, Montes Claros |
| 15:45               |       |       |     |                               |

## Classificação final
A classificação final de cada time se dará comparando a pontuação dos times de cada grupo na fase em que foi eliminado. Assim, o terceiro colocado será o melhor segundo colocado na segunda fase, e assim sucessivamente.
| Pos | Equipe             | Pts | J  | V | E | D | GP | GC | SG | Classificação ou descenso                    |
| --- | ------------------ | --- | -- | - | - | - | -- | -- | -- | -------------------------------------------- |
| 1   | North              | 28  | 16 | 7 | 7 | 2 | 21 | 13 | +8 | Campeão e promovido ao Módulo I de 2026      |
| 2   | URT                | 26  | 15 | 7 | 5 | 3 | 14 | 9  | +5 | Vice-campeão e promovido ao Módulo I de 2026 |
| 3   | Democrata-SL       | 19  | 14 | 4 | 7 | 3 | 11 | 9  | +2 | Eliminado na segunda fase                    |
| 4   | Ipatinga           | 21  | 13 | 6 | 3 | 4 | 12 | 11 | +1 | Eliminado na segunda fase                    |
| 5   | Patrocinense       | 18  | 14 | 5 | 3 | 6 | 9  | 11 | −2 | Eliminado na segunda fase                    |
| 6   | Mamoré             | 14  | 13 | 3 | 5 | 5 | 11 | 14 | −3 | Eliminado na segunda fase                    |
| 7   | Valeriodoce        | 13  | 10 | 3 | 4 | 3 | 12 | 12 | 0  | Eliminado na primeira fase                   |
| 8   | Uberaba            | 11  | 10 | 2 | 5 | 3 | 11 | 11 | 0  | Eliminado na primeira fase                   |
| 9   | Guarani-MG         | 12  | 10 | 3 | 3 | 4 | 9  | 10 | −1 | Eliminado na primeira fase                   |
| 10  | Caldense           | 11  | 10 | 2 | 5 | 3 | 9  | 10 | −1 | Eliminado na primeira fase                   |
| 11  | Varginha           | 10  | 10 | 2 | 4 | 4 | 9  | 12 | −3 | Rebaixado à Segunda Divisão de 2026          |
| 12  | Nacional de Muriaé | 9   | 10 | 2 | 3 | 5 | 10 | 16 | −6 | Rebaixado à Segunda Divisão de 2026          |